# Intersezionalità
In sociologia e in giurisprudenza, l'intersezionalità (dall'inglese intersectionality) è un termine proposto nel 1989 dall'attivista e giurista statunitense Kimberlé Crenshaw per descrivere la sovrapposizione (o "intersezione") di diverse identità sociali e le relative possibili particolari discriminazioni, oppressioni, o dominazioni.

## Teoria
La teoria suggerisce ed esamina come varie categorie biologiche, sociali e culturali come il genere, l'etnia, la classe sociale, la disabilità, l'orientamento sessuale, la religione, la casta, l'età, la specie, la nazionalità e altri assi di identità interagiscano a molteplici livelli, spesso simultanei. La teoria propone che occorre pensare a ogni elemento o tratto di una persona come inestricabilmente unito a tutti gli altri elementi per poter comprendere completamente la sua identità. Questo quadro può essere utilizzato per comprendere in che modo l'ingiustizia sistematica e la disuguaglianza sociale avvengono a partire da una base multidimensionale.
L'intersezionalità afferma che le concettualizzazioni classiche dell'oppressione nella società – come il razzismo, il sessismo, l'abilismo, l'omofobia, la bifobia, la transfobia, la xenofobia, lo specismo e tutti i pregiudizi basati sull'intolleranza – non agiscono in modo indipendente, bensì che queste forme di esclusione sono interconnesse e creano un sistema di oppressione che rispecchia l'intersezione di molteplici forme di discriminazione.
L'intersezionalità è un paradigma importante nell'ambito accademico, poiché espande i contesti di giustizia sociale o demografia, anche se, a sua volta, ostacola l'analisi includendo molteplici concettualizzazioni che spiegano il modo in cui si costruiscono le categorie sociali e la loro interazione per formare una gerarchia sociale. Per esempio, l'intersezionalità sostiene che non esiste alcuna esperienza singolare propria di un'identità. Anziché intendere la salute delle donne esclusivamente attraverso il genere, è necessario considerare altre categorie sociali, come la classe, la disabilità, la nazionalità o l'etnia per comprendere completamente la gamma di problemi di salute delle donne.
La teoria dell'intersezionalità suggerisce anche che quelle che appaiono come forme binarie di espressione e oppressione sono in realtà modellate da altre, reciprocamente co-costitutive (come nero/bianco, donna/uomo o omosessuale/eterosessuale). Pertanto, per comprendere la razzializzazione dei gruppi oppressi, occorre studiare i modi in cui le strutture, i processi sociali e le rappresentazioni sociali (o le idee coinvolte nella rappresentazione dei gruppi e dei membri dei gruppi nella società) sono formati dal genere, dalla classe, dalla sessualità, etc. La teoria prese le mosse da un'esplorazione dell'oppressione delle donne nere nella società statunitense; oggi, l'analisi è potenzialmente applicabile a tutte le categorie, compresi gli status generalmente considerati dominanti o autonomi.

## Femminismo intersezionale
Basato sul concetto di intersezionalità coniato da Kimberlé Crenshaw, il femminismo intersezionale è un movimento all'interno del femminismo che si focalizza sulle oppressioni multiple e intrecciate vissute da gruppi marginalizzati.
Negli anni ’90, la sociologa Patricia Hill Collins ampliò il concetto, applicando l’intersezionalità a una gamma più ampia di categorie sociali. Collins interpreta l'intersezionalità come un sistema di oppressione interconnesso, in cui il razzismo, il sessismo, la classe e altre gerarchie sociali si influenzano reciprocamente.
Anche l'attivista e poetessa Audre Lorde ha contribuito a sviluppare il pensiero femminista intersezionale. Nel suo libro "Sister Outsider", Lorde sottolinea che ignorare le diverse dimensioni dell'identità significa perpetuare l'oppressione. Lorde ha criticato il femminismo tradizionale per non aver affrontato adeguatamente le esperienze delle donne marginalizzate, affermando che “non esiste una lotta per una sola causa, poiché non viviamo vite da una sola causa”.
Negli anni successivi, l’intersezionalità ha incluso altre identità, come l’orientamento sessuale e la classe sociale. Per esempio, l'antologia This Bridge Called My Back, curata da Cherríe Moraga e Gloria Anzaldúa nel 1981, esplora le esperienze uniche e complesse delle donne di colore, mettendo in luce come le loro identità siano plasmate da molteplici forme di oppressione.
Il femminismo intersezionale, quindi, è diventato un elemento centrale per analizzare le esperienze delle donne marginalizzate e favorire un approccio inclusivo alle battaglie sociali, rendendo visibili le oppressioni complesse e simultanee che influenzano la loro vita.

## Critica
La teoria di Kimberlè Crenshaw è oggetto di critica da parte di diversi autori. Barbara Fowley sostiene, ad esempio, che, sebbene esistano forme di oppressione specifiche e “multiple”, queste vanno comprese e combattute solo in un’ottica di classe, categoria la quale non rappresenta un’identità come le altre, bensì una relazione sociale di sfruttamento.
Chiara Bottici ha affrontato le critiche all'intersezionalità, che la considerano incompleta o affermano che non riconosce la specificità dell'oppressione delle donne, sostenendo che possano essere affrontate con un pensiero anarco-femminista che riconosce "che c’è qualcosa di specifico nell'oppressione delle donne e che, per combatterla, è necessario combattere tutte le altre forme di oppressione".